# Heradida extima
Heradida extima är en spindelart som beskrevs av Rudy Jocqué 1987. Heradida extima ingår i släktet Heradida och familjen Zodariidae. Inga underarter finns listade i Catalogue of Life.